# Barbara Schönig
Barbara Schönig (* 1974 in Neustadt an der Weinstraße) ist eine deutsche Architekturwissenschaftlerin, Hochschullehrerin und politische Beamtin. Seit 2012 ist sie Professorin für Stadtplanung mit dem Forschungsschwerpunkt soziale Wohnraumversorgung an der Fakultät Architektur und Urbanistik der Bauhaus-Universität Weimar, zwischen Dezember 2021 und Juni 2024 fungierte sie als Staatssekretärin im Thüringer Ministerium für Infrastruktur und Landwirtschaft.

## Leben

### Ausbildung
Nach ihrem Abitur (1994) absolvierte Schönig zwischen 1994 und 2002 ein Studium der Neueren deutschen Literatur und Kunstgeschichte an der Humboldt-Universität zu Berlin und der Technischen Universität Berlin mit einem Auslandsaufenthalt (1996–1997) am Department of Germanic Languages und Literatures der Ohio State University in Columbus. Dieses Studium schloss sie als Magistra Artium ab. Von 1997 bis 2004 absolvierte sie zudem ein Studium der Stadt- und Regionalplanung an der Technischen Universität Berlin, welches sie als Diplom-Ingenieurin beendete. Ebendort promovierte sie 2009 an der Fakultät VI (Planen-Bauen-Umwelt) zur Doktorin der Ingenieurwissenschaften.

### Beruflicher Werdegang
Während ihres Studiums war Schönig zunächst als Teaching Assistant für Deutsch als Fremdsprache an der Ohio State University tätig. Zwischen 1998 und 2002 arbeitete sie als studentische Hilfskraft am Fachgebiet Planungs- und Architektursoziologie der Technischen Universität Berlin (1998–2000, 2001–2002) bzw. am Institut für Neuere Deutsche Literatur der Humboldt-Universität zu Berlin (2000–2001). Von 2002 bis 2009 war sie als wissenschaftliche Mitarbeiterin am Fachgebiet Planungs- und Architektursoziologie der TU Berlin tätig. Für die Technische Universität Darmstadt arbeitete sie von 2009 bis 2011 als wissenschaftliche Mitarbeiterin der Fachbereiche Architektur sowie Bauingenieurvesen und Geodäsie im Fachgebiet Raum- und Infrastrukturplanung.
2012 wurde Schönig auf die Professur für Stadtplanung an die Fakultät Architektur und Urbanistik der Bauhaus-Universität Weimar berufen. Von 2013 bis zu ihrer Berufung zur Staatssekretärin 2021 war sie ebendort zudem Direktorin des Instituts für Europäische Urbanistik sowie von 2015 bis 2019 Prodekanin für Forschung. Zum 1. Juli 2024 übernahm sie wieder die Leitung der Professur Stadtplanung. Ihr Forschungsschwerpunkt liegt vor allem im Bereich der sozialen Wohnraumversorgung.

### Politische Tätigkeiten
Am 14. Dezember 2021 wurde Schönig auf Vorschlag von Ministerin Susanna Karawanskij zur Staatssekretärin im Thüringer Ministerium für Infrastruktur und Landwirtschaft berufen. Sie folgte damit auf Karawanskij, die ihrerseits bis zu ihrer Ernennung zur Ministerin im September 2021 als Staatssekretärin des Ministeriums gewirkt hatte. Ihre Berufung war von Kritik seitens der CDU-Fraktion im Thüringer Landtag begleitet, die die Notwendigkeit einer zweiten Staatssekretärpostens im Ministeriums in Frage stellte. Ende Juni 2024 legte Schönig ihr Amt als Staatssekretärin nieder.

### Privates
Schönig lebt in Weimar.

## Schriften (Auswahl)
Monografien
- Pragmatische Visionäre: Stadtplanung und zivilgesellschaftliches Engagement in den USA (zugleich Dissertation). Campus-Verlag, Frankfurt am Main/New York 2011, ISBN 978-3-593-39426-8.

Herausgeberschaften
- Variations of Suburbanism: Approaching a Global Phenomenon. Ibidem-Verlag, Stuttgart 2015, ISBN 978-3-8382-0619-6.
- mit Sebastian Schipper: Urban Austerity: Impacts of the Global Financial Crisis on Cities in Europe. Theater der Zeit, Berlin 2016, ISBN 978-3-95749-083-4.
- mit Sebastian Schipper und Justin Kadi: Wohnraum für alle?! – Perspektiven auf Planung, Politik und Architektur. transcript, Bielefeld 2017, ISBN 978-3-8376-3729-8.
- mit Lisa Vollmer: Wohnungsfragen ohne Ende?! – Ressourcen für eine soziale Wohnraumversorgung. transcript, Bielefeld 2020, ISBN 978-3-8376-4508-8.